# Полівектор
Мультивектор, р-вектор, векторного простору {\displaystyle \ V} — елемент деякого зовнішнього ступеня {\displaystyle \bigwedge \nolimits ^{p}} простору {\displaystyle \ V} над полем {\displaystyle \ K}.
p-вектор може розумітися як кососиметризований р раз контраваріантний тензор на {\displaystyle V}.
2-вектор також називають бівектором, а 3-вектор - тривектором. p-вектор дуальний до p-форми. Бівектори пов'язані з псевдовекторами та використовуються для представлення обертання.

## Неоднозначність представлення бівектора векторами
Розглянемо дві лінійні комбінації векторів {\displaystyle \mathbf {a} } і {\displaystyle \mathbf {b} }:
{\displaystyle (8)\qquad \mathbf {x} =\alpha \mathbf {a} +\beta \mathbf {b} ,\qquad \mathbf {y} =\gamma \mathbf {a} +\delta \mathbf {b} }
Користуючись спочатку лінійністю зовнішнього добутку щодо кожного із аргументів, а потім антисиметричністю, знаходимо:
{\displaystyle (8)\qquad \mathbf {x} \wedge \mathbf {y} =(\alpha \mathbf {a} +\beta \mathbf {b} )\wedge (\gamma \mathbf {a} +\delta \mathbf {b} )=(\alpha \delta -\beta \gamma )(\mathbf {a} \wedge \mathbf {b} )}
Коефіцієнт в правій частині формули (8) є визначником матриці трансформації:
{\displaystyle (9)\qquad \alpha \delta -\beta \gamma ={\begin{vmatrix}\alpha &\beta \\\gamma &\delta \end{vmatrix}}}
Якщо цей визначник дорівнює одиниці (наприклад матриця трансформації є поворотом в площині {\displaystyle {\boldsymbol {\sigma }}}), то бівектор виражається через нові вектори {\displaystyle \mathbf {x} } і {\displaystyle \mathbf {y} } так само, як і через старі (порівняйте з формулою (3)):
{\displaystyle (10)\qquad {\boldsymbol {\sigma }}=\mathbf {x} \wedge \mathbf {y} }

## Паралельність вектора до бівектора
Нехай ми маємо вектор {\displaystyle \mathbf {v} } і бівектор {\displaystyle {\boldsymbol {\sigma }}}. Розглянемо тривектор, утворений зовнішнім добутком цих величин:
{\displaystyle (11)\qquad ({\boldsymbol {\sigma }}\wedge \mathbf {v} )_{ijk}=(\mathbf {a} \wedge \mathbf {b} \wedge \mathbf {v} )_{ijk}=}
{\displaystyle \qquad ={\begin{vmatrix}a_{i}&b_{i}&v_{i}\\a_{j}&b_{j}&v_{j}\\a_{k}&b_{k}&v_{k}\end{vmatrix}}=(a_{i}b_{j}-a_{j}b_{i})v_{k}+(a_{k}b_{i}-a_{i}b_{k})v_{j}+(a_{j}b_{k}-a_{k}b_{j})v_{i}=}
{\displaystyle \qquad =\sigma _{ij}v_{k}+\sigma _{ki}v_{j}+\sigma _{jk}v_{i}}
Якщо вектор {\displaystyle \mathbf {v} } буде лінійною комбінацією векторів {\displaystyle \mathbf {a} } і {\displaystyle \mathbf {b} }, то визначник у формулі (11) перетвориться в нуль, і для цього випадку маємо:
{\displaystyle (12)\qquad \sigma _{ij}v_{k}+\sigma _{ki}v_{j}+\sigma _{jk}v_{i}=0}

## Алгебраїчна залежність компонент бівектора
Оскільки вектори {\displaystyle \mathbf {a} } і {\displaystyle \mathbf {b} } лежать у площині бівектора {\displaystyle {\boldsymbol {\sigma }}}, то для них справедлива формула (12), тому для будь-яких індексів {\displaystyle i,j,k,l} знаходимо:
{\displaystyle (13)\qquad \sigma _{ij}\sigma _{kl}+\sigma _{ki}\sigma _{jl}+\sigma _{jk}\sigma _{il}=\sigma _{ij}(a_{k}b_{l}-a_{l}b_{k})+\sigma _{ki}(a_{j}b_{l}-a_{l}b_{j})+\sigma _{jk}(a_{i}b_{l}-a_{l}b_{i})=}
{\displaystyle \qquad =(\sigma _{ij}a_{k}+\sigma _{ki}a_{j}+\sigma _{jk}a_{i})b_{l}-(\sigma _{ij}b_{k}+\sigma _{ki}b_{j}+\sigma _{jk}b_{i})a_{l}=0}
Отже бівектор виділяється із множини всіх антисиметричних тензорів тим, що компоненти бівектора алгебраїчно залежні:
{\displaystyle (14)\qquad \sigma _{ij}\sigma _{kl}+\sigma _{ki}\sigma _{jl}+\sigma _{jk}\sigma _{il}=0}
(Примітка: формула (14) має деяку схожість з алгебраїчною тотожністю Біанкі для тензора Рімана, і це не випадково)
Ми бачили, що для бівектора виконується рівність (14). Покажемо що навпаки, якщо для деякого антисиметричного тензора виконується рівність (14) то цей тензор буде бівектором, тобто можна за цим тензором побудувати такі два вектори {\displaystyle \mathbf {a} } і {\displaystyle \mathbf {b} }, що виконується рівність (1).
Нехай тензор {\displaystyle \sigma _{ij}} ненульовий, тобто не всі компоненти цього тензора дорівнюють нулю. Нехай для деяких фіксованих індексів {\displaystyle k,l} маємо {\displaystyle \sigma _{kl}\neq 0}. Тоді із формули (14) одержуємо для всіх індексів {\displaystyle i,j}:
{\displaystyle (15)\qquad \sigma _{ij}={\sigma _{ik}\sigma _{il}-\sigma _{jk}\sigma _{il} \over \sigma _{kl}}}
В даній системі координат ми можемо наприклад взяти такі два вектора (числа {\displaystyle k,l} фіксовані):
{\displaystyle (16)\qquad a_{i}={\sigma _{ik} \over \sigma _{kl}},\qquad b_{i}=\sigma _{il}}
Очевидно, що тоді формула (1) виконується.

## Підрахунок кількості параметрів бівектора
Антисиметричний тензор другого рангу має {\displaystyle C_{n}^{2}={n(n-1) \over 2}} алгебраїчно незалежних компонент.
Бівектор за формулою (1) виражається через {\displaystyle 2n} чисел {\displaystyle a_{1},a_{2},\dots a_{n},b_{1},b_{2},\dots b_{n}}, але оскільки є деяка довільність у виборі векторів {\displaystyle \mathbf {a} } і {\displaystyle \mathbf {b} } (формула 8) і ми можемо в рівності
{\displaystyle (17)\qquad \alpha \delta -\beta \gamma =1}
три параметри обрати довільно, то бівектор має {\displaystyle 2n-3} алгебраїчно незалежних параметра.
Знайдемо «надлишкову» кількість параметрів, якою антисиметричний тензор відрізняється від бівектора:
{\displaystyle (18)\qquad \Delta N={n(n-1) \over 2}-(2n-3)={(n-2)(n-3) \over 2}}
З цієї формули ми бачимо, що для дво- і тривимірного простору надлишок дорівнює нулю (тобто кожен антисиметричний тензор є бівектором), для 4-вимірного простору цей надлишок задається одним параметром, для вищих розмірностей цих надлишкових параметрів досить багато.

## Представлення антисиметричного тензора бівектором в розмірностях 2 і 3
Якщо розмірність простору менша чотирьох, то у формулі (14) щонайменше два індекси з чотирьох збігаються. Перебором варіантів можна пересвідчитись, що тоді обов'язково один із трьох доданків в (14) дорівнює нулю (бо {\displaystyle \sigma _{ii}=0}), а два інші рівні за величиною і протилежні за знаком. Тобто рівність (14) виконується завжди для будь-якого антисиметричного тензора. Формула (16) дає обчислення таких векторів {\displaystyle \mathbf {a} } і {\displaystyle \mathbf {b} }, що виконується рівність (1).

## Норма (величина) бівектора
Далі в цій статті ми будемо припускати існування евклідової метрики, щоб можна було говорити про величини векторів, бівекторів і про кути між ними. Використовуючи метричний тензор, ми можемо піднімати і опускати індекси тензорів.
Розглянемо скаляр, який утворюється множенням бівектора на себе з наступною згорткою за відповідними індексами. У наступних формулах ми будемо користуватися правилом Ейнштейна, що у кожному виразі де зустрічаються однакові індекси, за ними відбувається додавання:
{\displaystyle (19)\qquad \sigma _{ij}\sigma ^{ij}=(a_{i}b_{j}-a_{j}b_{i})(a^{i}b^{j}-a^{i}b^{j})=a_{i}b_{j}a^{i}b^{j}-a_{i}b_{j}a^{j}b^{i}-a_{j}b_{i}a^{i}b^{j}+a_{j}b_{i}a^{j}b^{i}=}
{\displaystyle =2(|\mathbf {a} |^{2}|\mathbf {b} |^{2}-(\mathbf {a} \cdot \mathbf {b} )^{2})=2|\mathbf {a} |^{2}|\mathbf {b} |^{2}(1-\cos ^{2}\phi )=2(|\mathbf {a} ||\mathbf {b} |\sin \phi )^{2}}
У дужках останнього виразу стоїть площа паралелограма, побудованого на векторах {\displaystyle \mathbf {a} } і {\displaystyle \mathbf {b} }. Ця площа і називається нормою бівектора.
{\displaystyle (20)\qquad |{\boldsymbol {\sigma }}|={\sqrt {\sum _{i<j}\sigma _{ij}\sigma ^{ij}}}}

## Бівектор як лінійний оператор
Розглянемо згортку бівектора з довільним вектором {\displaystyle \mathbf {x} }:
{\displaystyle (21)\qquad y_{i}=\sigma _{ij}x^{i}=(a_{i}b_{j}-a_{j}b_{i})x^{j}=a_{i}(\mathbf {b} \cdot \mathbf {x} )-b_{i}(\mathbf {a} \cdot \mathbf {x} )}
В результаті цієї операції ми маємо вектор {\displaystyle \mathbf {y} }, що є лінійною комбінацією векторів {\displaystyle \mathbf {a} } і {\displaystyle \mathbf {b} }, тобто лежить в площині {\displaystyle \sigma }.
Якщо вектор {\displaystyle \mathbf {x} } ортогональний до площини {\displaystyle \sigma }, то в результаті одержимо нуль.
Якщо вектор {\displaystyle \mathbf {x} } лежить у площині {\displaystyle \sigma }, наприклад {\displaystyle \mathbf {a} }, то одержимо ненульовий вектор площини повернутий на {\displaystyle \pi /2}, і розтягнутий в {\displaystyle |{\boldsymbol {\sigma }}|} разів:
{\displaystyle (22)\qquad \mathbf {y} =\mathbf {a} (\mathbf {a} \cdot \mathbf {b} )-\mathbf {b} a^{2},\;(\mathbf {y} \cdot \mathbf {a} )=0,\;}
{\displaystyle \qquad y^{2}=(\mathbf {a} (\mathbf {a} \cdot \mathbf {b} )-\mathbf {b} a^{2})=a^{2}(\mathbf {a} \cdot \mathbf {b} )^{2}-2a^{2}(\mathbf {a} \cdot \mathbf {b} )^{2}+b^{2}(a^{2})^{2}=a^{2}(a^{2}b^{2}-(\mathbf {a} \cdot \mathbf {b} )^{2})=(|\mathbf {a} ||{\boldsymbol {\sigma }}|)^{2}}
тобто дію бівектора на вектор можна розкласти на три етапи: проєкцію вектора на площину, розтягнення, і поворот в площині на кут {\displaystyle \pi /2}.